# 12366 Luisapla
12366 Luisapla è un asteroide della fascia principale. Scoperto nel 1994, presenta un'orbita caratterizzata da un semiasse maggiore pari a 2,2836211 UA e da un'eccentricità di 0,1147187, inclinata di 3,42750° rispetto all'eclittica.